# Immateriellt kulturarv

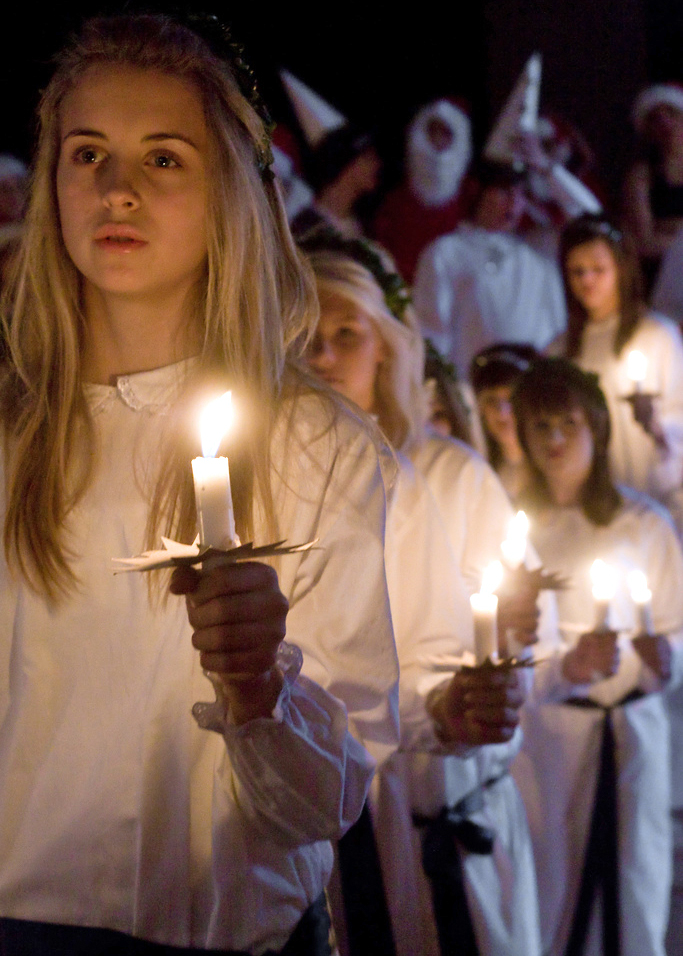
Luciatåg

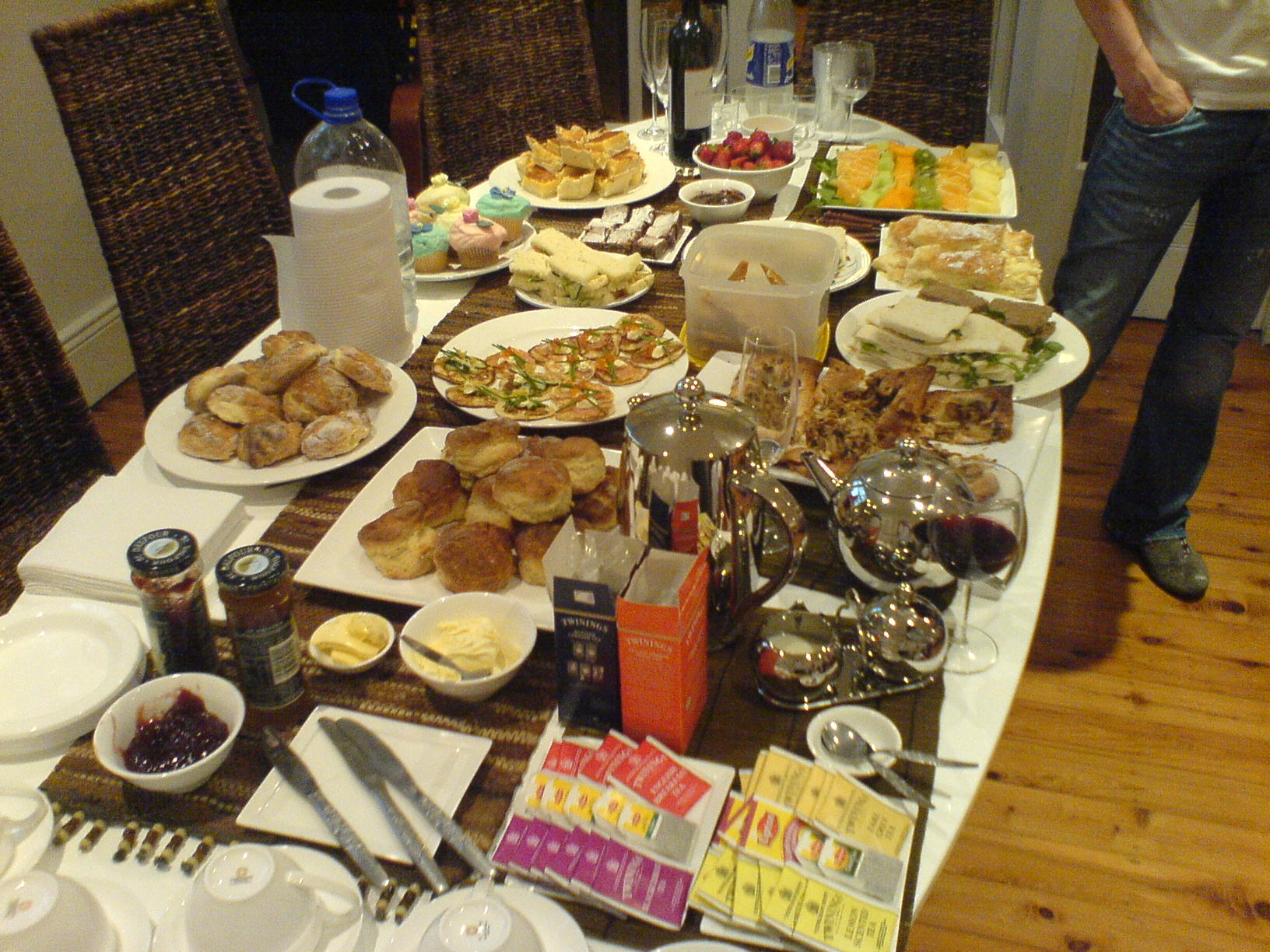
Smörgåsbord

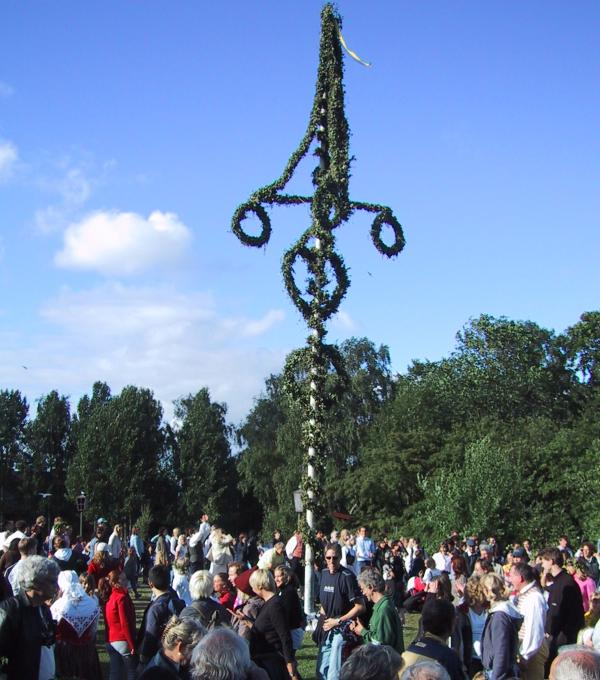
Midsommarfirande

Immateriellt kulturarv är sådant kulturarv som inte går att fysiskt ta på och som  lever och överförs mellan människor,  till exempel traditioner, handens och kroppens kunskaper, erfarenheter och kreativa uttryckssätt. Immateriellt kulturarv kan vara olika former av hantverk, ritualer, musik, eller berättelser.

## Konventionen för tryggande av det immateriella kulturarvet
Immateriellt kulturarv definierades som begrepp på 1990-talet, som en pendang till världsarv. Från 2001 arbetade Unesco med medlemsstater och icke-statliga organisationer för att enas om en definition och en konvention. År 2003 överenskoms Konventionen för tryggande av det immateriella kulturarvet, som trädde i kraft 2006, efter det att 30 länder ratificerat den.
Konventionen har fått stort genomslag internationellt och 2018 hade 177 stater ratificerat den. Intresset var dock inledningsvis svalt i västvärlden och många före detta kolonialmakter har ännu 2018 inte undertecknat den.
Tanken bakom konventionen är att trygga icke-materiell kultur så den utövas också i framtiden, exempelvis muntlig tradition, performancekonst (traditionell musik, dans och teater), sociala seder, kunskap om naturen och om universum och traditionellt hantverk.
Konventionen utgår från ett gräsrotsperspektiv, så att utövare och lokalsamhällen själva avgör vad de upplever som betydelsefullt nog att det borde finnas kvar också i framtiden. Undertecknande stater förbinder sig att föra en kulturpolitik som gynnar immateriellt kulturarv och att upprätta en eller flera förteckningar över det immateriella kulturarv som utövas inom deras gränser. Förteckningarna är verktyg för att dokumentera och trygga det immateriella kulturarvet, samt för att låta gräsrötterna få sina röster hörda. Det finns inga krav på att immateriellt kulturarv ska vara unika eller ålderdomliga, men däremot på att de överförs mellan människor och generationer samt att de förekommer i olika varianter.
Immateriella kulturarv kan tas upp på Unescos internationella listor som förtecknar immateriellt kulturarv som kräver omedelbara åtgärder (The List of Intangible Cultural Heritage in Need of Urgent Safeguarding) och som förtecknar mänsklighetens immateriella kulturarv (The Representative List of the Intangible Cultural Heritage of Humanity) och får på så sätt internationell status. Den representativa listan framställs ofta som en direkt motsvarighet till världsarvslistan, men enligt Unesco är dess funktion att förevisa mångfalden inom immateriellt kulturarv och att öka medvetenheten om dess betydelse. Kulturuttrycken nomineras till Unescos listor av den aktuella staten, och de måste då ingå i en nationell förteckning. Unesco upprätthåller också ett internationellt register över goda metodiska exempel, det vill säga smarta arbetssätt då man jobbar för tryggande av immateriellt kulturarv, registret över god praxis för tryggande (the Register of Good Safeguarding Practices). 

## Definition enligt konventionen
| ” | Immateriellt kulturarv inkluderar de sedvanor, representationer, uttryck, kunskap, färdigheter – liksom instrument, föremål, artefakter och kulturella platser som är förknippade med – de samhällen, grupper och, i vissa fall, individer erkända som en del av sitt kulturarv. Detta immateriella kulturarv, som överförts från generation till generation, återskapas ständigt av samhällen och grupper som svar på deras omgivning, deras samspel med naturen och deras historia, och ger dem en känsla av identitet och kontinuitet, vilket främjar respekt för kulturell mångfald och mänsklig kreativitet. Vid tillämpningen av denna konvention, kommer man att överväga endast sådana immateriella kulturarv som är förenliga med gällande internationella mänskliga rättigheter, liksom med kraven på ömsesidig respekt mellan samhällen, grupper och individer och en hållbar utveckling. | „ |

## Implementering i Finland

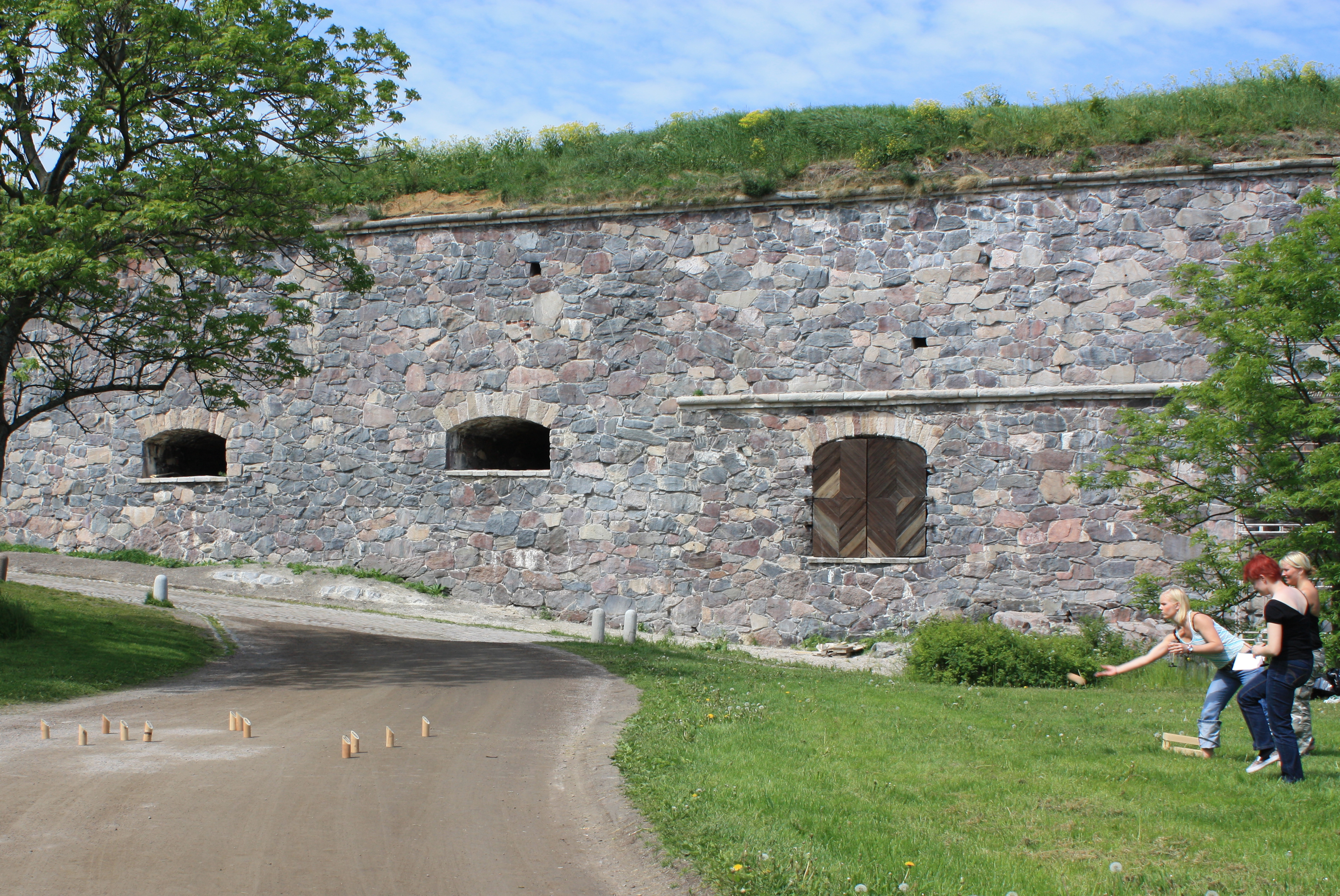
Mölkkyspel - ett av exemplen på wikiförteckningen över levande kulturarv i Finland.

Konventionen för tryggande av det immateriella kulturarvet undertecknades av Finland år 2013. I Finland har Undervisnings- och kulturministeriet ansvaret för konventionen, och den implementeras i praktiken av Museiverket. Vid sidan av Museiverkets tjänstemän finns en expertgrupp som rådgivare och engagerade utövare samverkar kring konventionen i kretsar med tema enligt konventionens domäner.
Konventionens gräsrotsperspektiv beaktas inom de nationella förteckningarna över immateriellt kulturarv. Wiki-förteckningen Levande kulturarv består av inlägg gjorda av privatpersoner, föreningar och organisationer om immateriella kulturarv som de vill lyfta fram. Förteckningen består av (mer eller mindre) kortfattade beskrivningar av kulturuttrycken, och fokus ligger på utövande, vidareförande och tryggande.

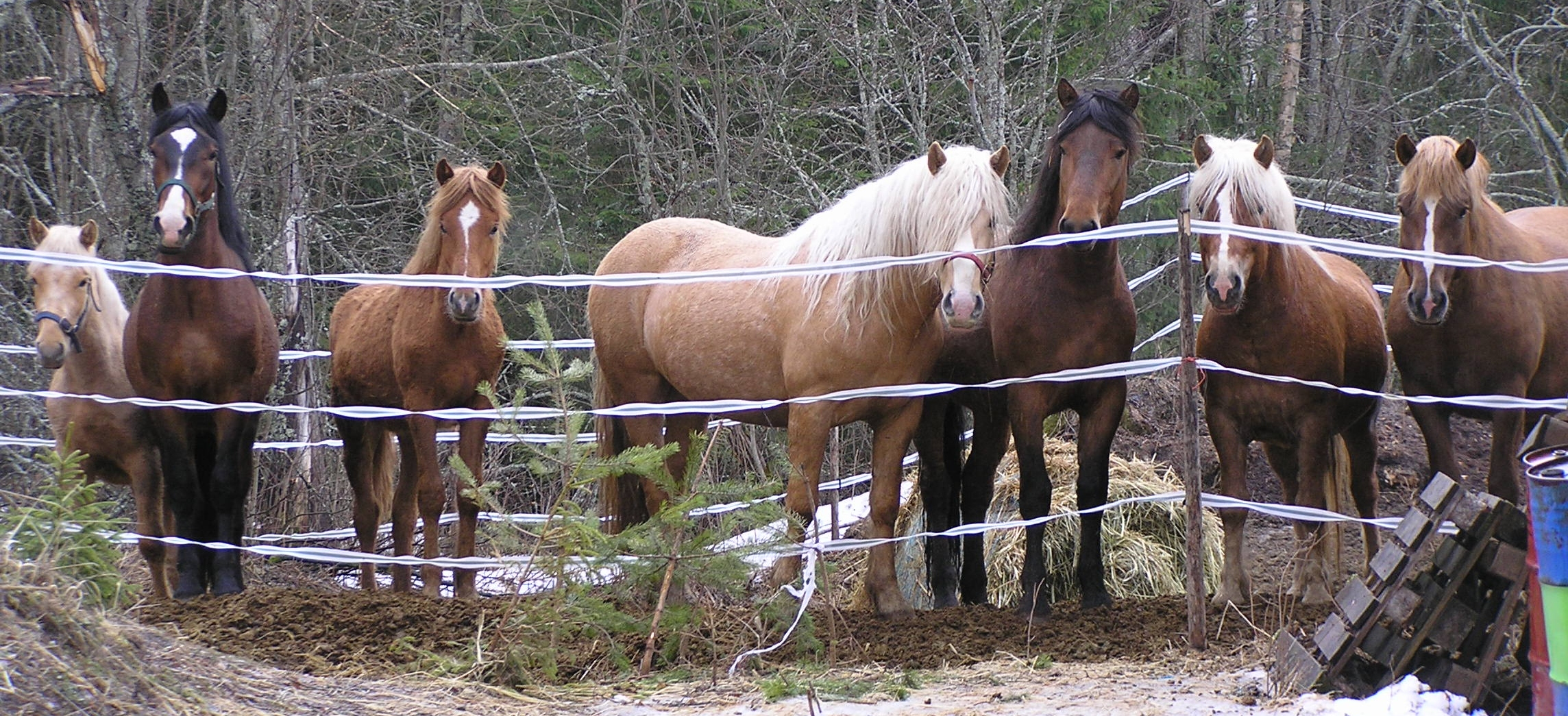
Finska kallblod - den praktiska kunskapen i anslutning till rasen är ett immateriellt kulturarv.

Aktörerna bakom kulturuttrycken på wiki-förteckningen kan också välja att ansöka om att de ska upptas på den nationella listan över immateriellt kulturarv - vilket innebär större fokus på tryggande och vidareförande. Den nationella förteckningen är en integreraad del av wiki-förteckningen Levande kuturarv, och i november 2017 upptogs de 52 första kulttrycken på den nationella förteckningen.
Utgående från kulturuttrycken på den nationella listan görs sedan nomineringar till Unescos internationella listor över immateriellt kulturarv. Aktörerna bakom uttrycken kan anmäla sitt intresse av nominering. Finlands första nominering till den representativa listan blev Bastukulturen i Finland, som upptogs på listan 2020. Följande nominering kommer att behandlas 2021, nämligen Fiolspelstraditioner i Kaustby. Finland deltar även i en samnordisk nominering av nordiska klinkbåtstraditioner som kommer att behandlas av Unesco 2021.

### Exempel i Finland[15]
- Bastukulturen i Finland[16]
- Traditionen att bränna påskbrasor.

- Utlysningen av julfreden i Åbo.

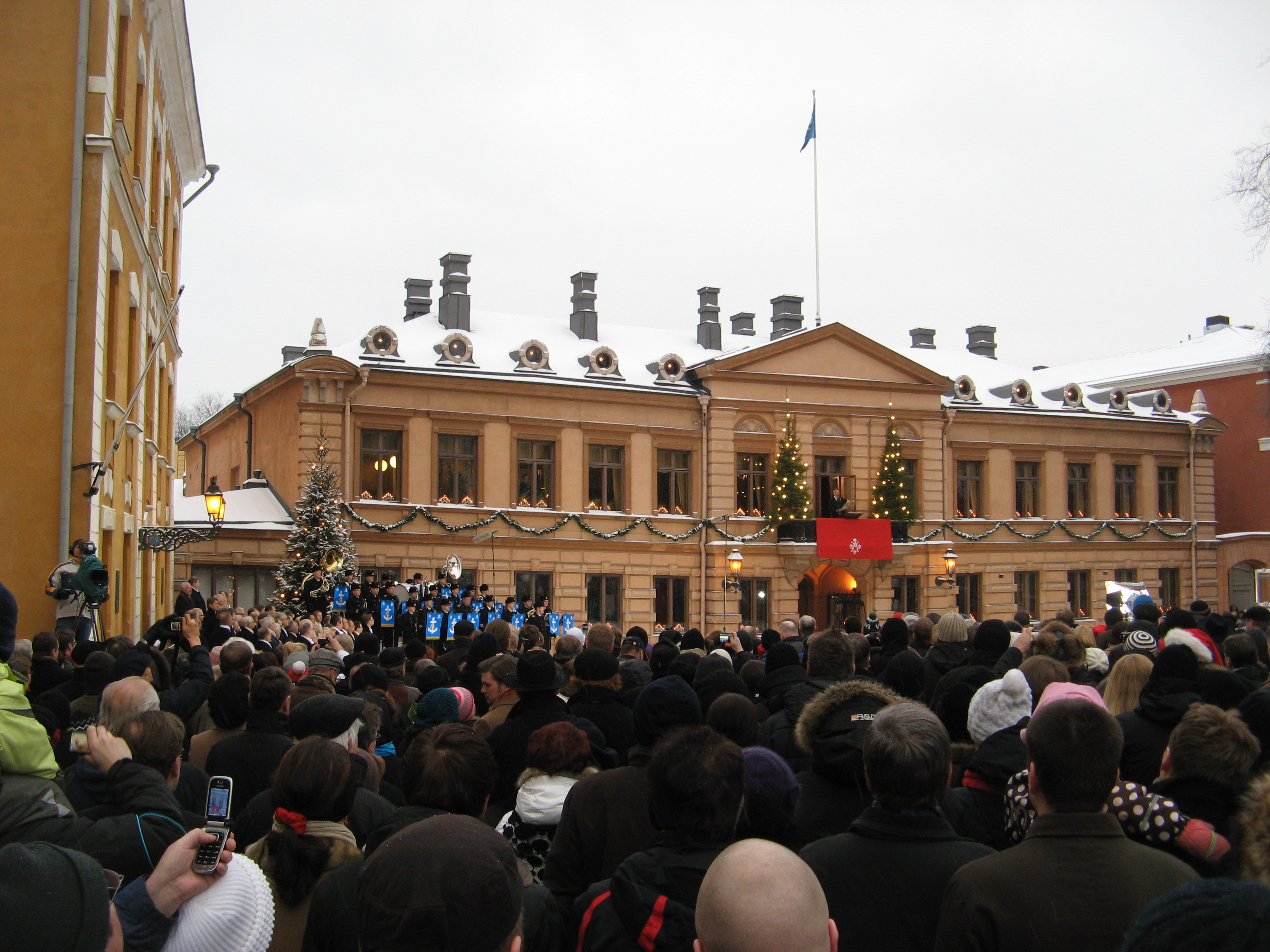
Julfreden utlyses på Gamla Stortorget i Åbo 2009.

- Den finska tangon, inbegriper både sång, musik och  dans.
- Runosång i Finland.
- De finländska romernas sångtradition.
- Kunskapen att bygga klinkbyggda träbåtar.
- Samisk hantverkstradition i Finland.
- Konsten att tillverka kalakukko.
- Att spela mölkky.
- Praktisk kunskap i anslutning till den finska hästen.

## Implementering i Sverige
Sverige undertecknade konventionen för tryggande av immateriellt kulturarv 2011. Institutet för språk och folkminnen ansvarar för konventionsarbetet i Sverige. För att täcka in det stora område som immateriellt kulturarv berör har fyra noder, som består av aktörer med fokus på olika domäner, skapats. Noderna består av en ansvarig myndighet och ett nätverk av olika organisationer och föreningar. Institutet för språk och folkminnen upprätthåller den nationella förteckningen Levande traditioner, med exempel på immateriella kulturarv i Sverige. Alla är välkomna att skicka in förslag till förteckningen, men texterna som publiceras inom den sammanställs och faktagranskas av Institutet. I mars 2017 beslöt regeringen att nominera Sagobygden, som drivs av Berättarnätet Kronoberg, till Unescos register över goda exempel på tryggande av immateriellt kulturarv. Regeringen har dock inga planer på att nominera kulturuttryck till Unescos representativa lista.

### Exempel i Sverige
- Zornmärkesuppspelningen, vilken pågått sedan 1933 för att utnämna riksspelmän.
- Att bygga båtar i klinkteknik, en tradition i nordisk skeppsbyggnad.
- Klapp-, rams- och sånglek
- Studentspex
- Laxsätt, strandnära fiske av lax med fasta redskap
- Gummekaka (julekaka), seden i Torestorp och Älekulla i Västergötland att baka och ge bort en gummekaka till sitt gudbarn dagen före julafton.
- Luciafirande med luciatåg med sång och musik.
- Loshulta torsda, tradition att på  Kristi himmelsfärds dag vallfärda till  Loshults kyrka i Osby kommun från kringliggande socknar.
- Ångfartygstrafik. Sverige har förhållandevis många passagerarångfartyg i drift (omkring 25), flertalet skötta av ideella föreningar.
- Bastabinne i Ödenäs i Västergötland, bindning av kassar från bast av gran.
- Fäbodkultur, småskaligt gårdsbruk i skogs– eller fjällbygd i Värmland, Dalarna, Gästrikland, Hälsingland, Härjedalen, Jämtland, Uppland, Medelpad, Ångermanland, Västerbotten och Norrbotten.
- Sång och dans runt midsommarstången
- Smörgåsbordet, en samling av maträtter som ofta äts vid högtider som jul, påsk och midsommar
- Tvåändsstickning
- Bohuslänsk dubbelväv

## Bildgalleri

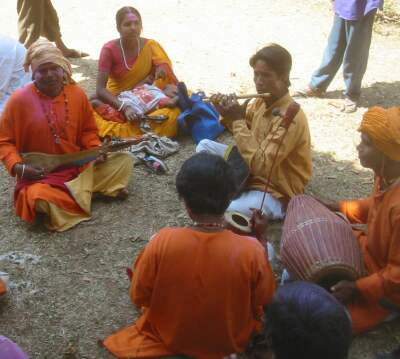
Baulsångare i Vasantotsav, Santiniketan
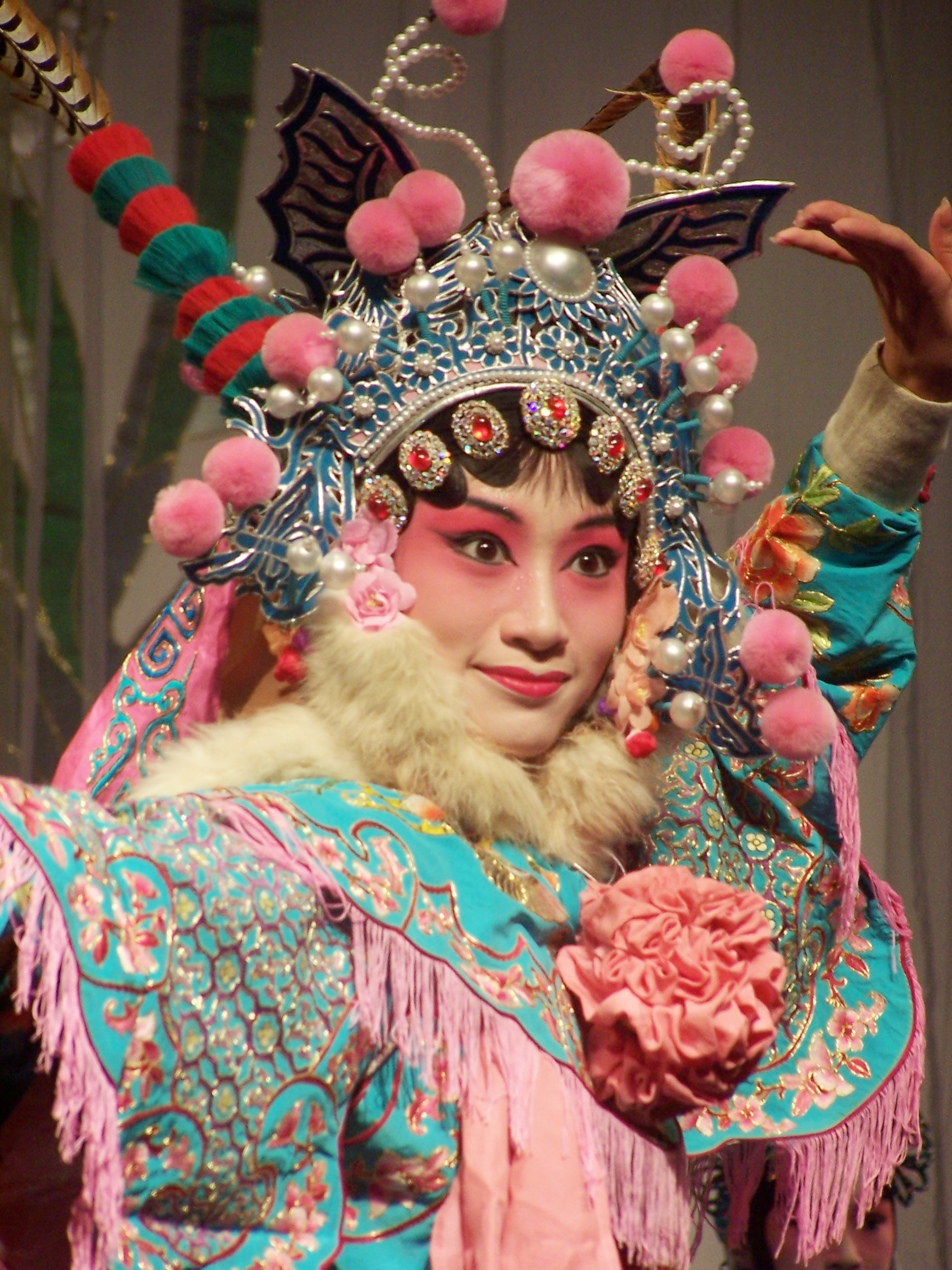
En Kung fu-utövares skildring av Hu Sanniang
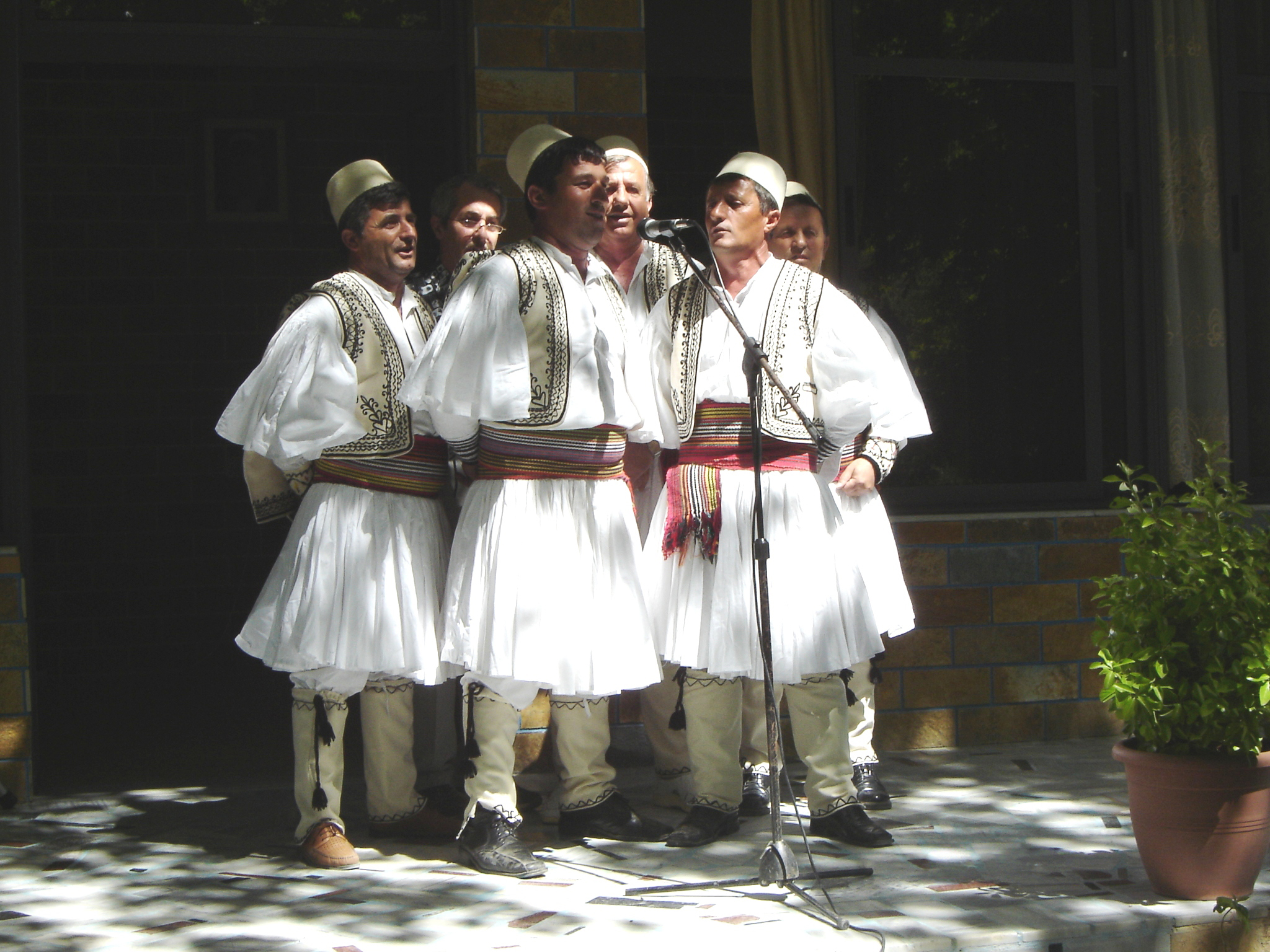
Albanska polyfonisk folkgrupp som bär qeleshe och fustanella i Skrapar
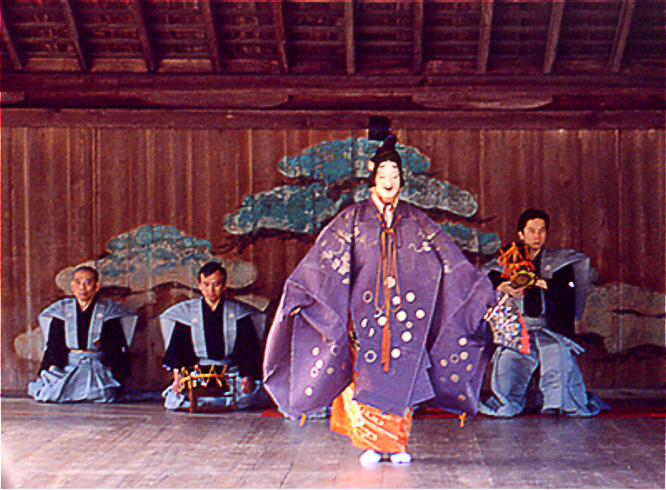
No-teater i Japan